# سان لیکس (آریزونا)
سان لیکس (به انگلیسی: Sun Lakes) یک منطقهٔ مسکونی در ایالات متحده آمریکا است که در شهرستان مریکوپا، آریزونا واقع شده‌است. سان لیکس ۱۳٫۹۰ کیلومتر مربع مساحت و ۱۳٬۹۷۵ نفر جمعیت دارد و ۳۶۴ متر بالاتر از سطح دریا قرار دارد.